# Сплав
Сплав — макроскопически однородный металлический материал, состоящий из смеси двух или большего числа химических элементов с преобладанием металлических компонентов.
Сплавы состоят из основы (одного или нескольких металлов), малых добавок специально вводимых в сплав легирующих и модифицирующих элементов, а также из неудалённых примесей (природных, технологических и случайных).
Сплавы являются одним из основных конструкционных материалов. Среди них наибольшее значение имеют сплавы на основе железа и алюминия. В технике применяется более 5 тыс. сплавов.

## Виды сплавов
По способу изготовления сплавов различают литые и порошковые сплавы. 
Литые сплавы получают кристаллизацией расплава смешанных компонентов. 
Порошковые — прессованием смеси порошков с последующим спеканием при высокой температуре. Компонентами порошкового сплава могут быть не только порошки простых веществ, но и порошки химических соединений; например, основными компонентами твёрдых сплавов являются карбиды вольфрама или титана.
По способу получения заготовки (изделия) различают литейные (например, чугуны, силумины), деформируемые (например, стали) и порошковые сплавы.
В твёрдом агрегатном состоянии сплав может быть гомогенным (однородным, однофазным — состоит из кристаллитов одного типа) и гетерогенным (неоднородным, многофазным). 
Твёрдый раствор является основой сплава (матричная фаза). 
Фазовый состав гетерогенного сплава зависит от его химического состава. В сплаве могут присутствовать: твёрдые растворы внедрения, твёрдые растворы замещения, химических соединений (в том числе карбиды, нитриды, интерметаллиды) и кристаллиты простых веществ.

## Свойства сплавов
Свойства металлов и сплавов полностью определяются их структурой (кристаллической структурой фаз и микроструктурой). Макроскопические свойства сплавов определяются микроструктурой и всегда отличаются от свойств их фаз, которые зависят только от кристаллической структуры.
Макроскопическая однородность многофазных (гетерогенных) сплавов достигается за счёт равномерного распределения фаз в металлической матрице.
Сплавы проявляют металлические свойства, например: электропроводность и теплопроводность, отражательную способность (металлический блеск) и пластичность.
Важнейшей характеристикой сплавов является свариваемость.

## Сплавы, используемые в промышленности
Сплавы различают по назначению: конструкционные, инструментальные и специальные.
Конструкционные сплавы:
- стали
- чугуны
- дюралюминий

Конструкционные со специальными свойствами (например, искробезопасность, антифрикционные свойства):
- бронзы
- латуни

Для заливки подшипников:
- баббит

Для измерительной и электронагревательной аппаратуры:
- манганин
- нихром

Для изготовления режущих инструментов:
- победит

В промышленности также используются жаропрочные, легкоплавкие и коррозионностойкие сплавы, термоэлектрические и магнитные материалы, а также аморфные сплавы.